# Stefan Antoni Chrapowicki
Stefan Antoni Chrapowicki herbu Gozdawa (zm. przed 17 lutego 1731 roku) – podkomorzy smoleński od 1718 roku, starosta pilwiski.
Był posłem województwa smoleńskiego na sejm 1720 roku, sejm 1722 roku i sejm 1729 roku.